# WBNI

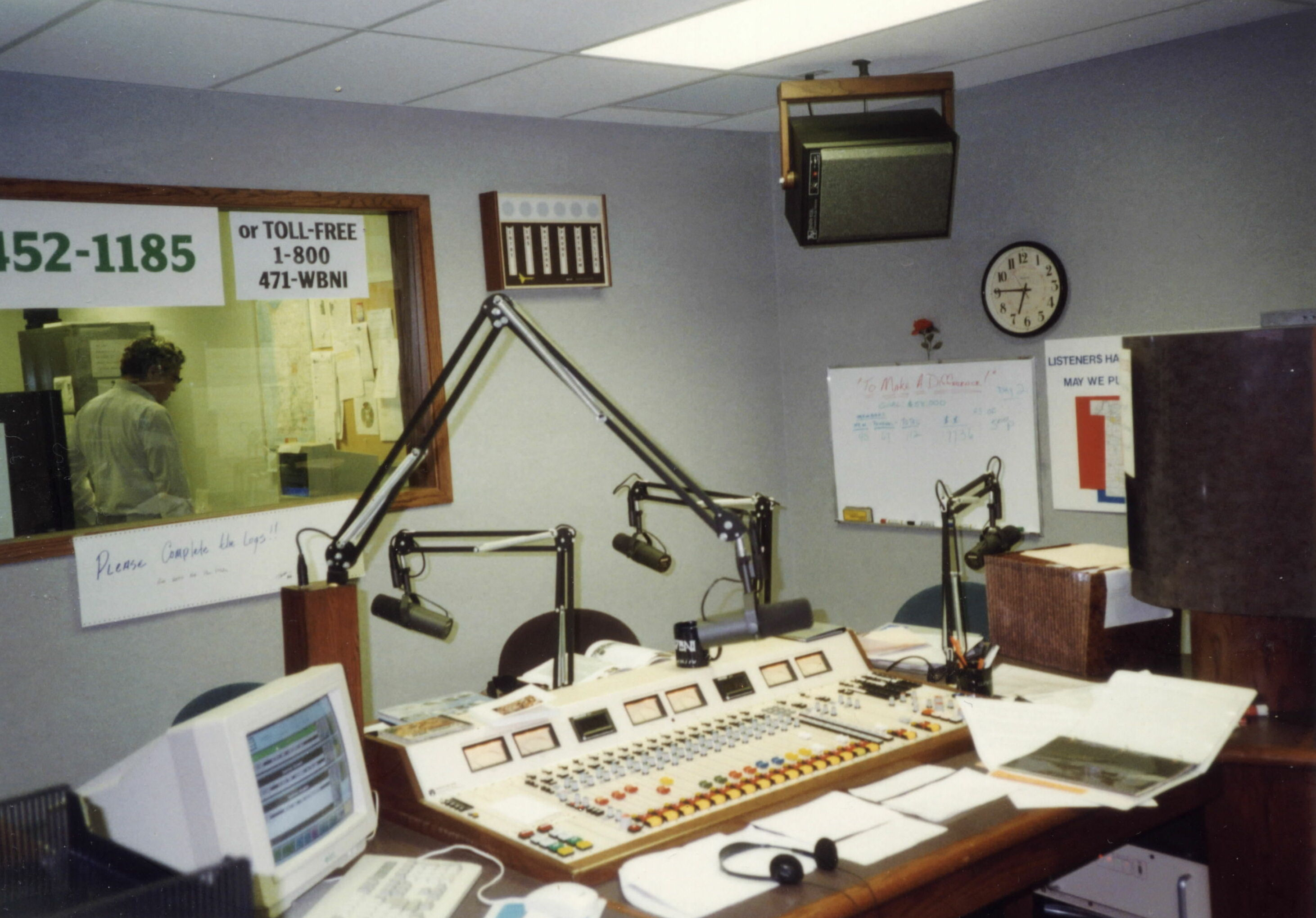
WBNI Sendestudio mit Analog-Konsole (1996)

WBNI ist eine Public Radio Station des Northeast Indiana Public Radio aus Fort Wayne, der zweitgrößten Stadt des US-Bundesstaats Indiana. WBNI ist Mitglied im National Public Radio (NPR) und überträgt aufgrund dessen regionale Sendungen des NPR aus Centennial Park. Lizenziert ist die Radiostation für 94,1 MHz und 3,4 kW ERP.
Der Sender der Station befindet sich in Roanoke, Indiana. Das WBNI-Programm wird auch als HD-Kanal von WBOI in Fort Wayne sowie mittels Live-Streaming verbreitet.